# 끼호아 전투
끼호아 전투(Bataille de Ky Hoa, 베트남어: Trận Đại đồn Chí Hòa)는 1861년 2월 24일부터 25일까지 벌어진 전투로 프랑스에게 중요한 승리를 가져다 준 코친차이나 전역(1858년 ~1862)의 일부이다. 이 작전에서 프랑스와 스페인이 같은 편으로 베트남과 전쟁을 벌였으며, 제한적인 정벌로 시작되어 프랑스의 정복 전쟁으로 끝났다. 전쟁은 코친차이나라는 프랑스 식민지의 건설하는 것으로 끝맺었는데, 이것이 거의 1세기에 걸친 베트남에서 프랑스의 식민 통치가 시작된 발단이었다.

## 배경
프랑스가 1858년 9월 1일 다낭을 점령하고, 1859년 2월 17일 사이공에서의 초기 승리를 거둔 이후, 코친차이나 전역은 1859년 2월 17일 샤를 리고 드 주누이 제독이 지휘하는 프랑스-스페인 원정대는 사이공을 함락시켰지만, 연합군이 사이공에서 포위되면서 교착상태에 빠졌다.
1860년 중국에서 온 프랑스 원정 부대가 대규모 증원군을 파견한 결과, 프랑스는 사이공 포위 공격을 깨트리고, 주도권을 되찾았다.
1860년 제2차 아편 전쟁이 끝나자 프랑스 정부는 레오나르 샤르네르 제독 휘하의 배 70척과 드 바스완느 장군이 지휘하는 3500명의 병력을 사이공으로 파견했다.
청불 전쟁 전날(1884년 8월~ 1885년 4월) 프랑스 극동 전대가 창설되기 전 베트남 해역에서 본 프랑스 해군 중 가장 강력한 부대인 샤르네르의 함대에는 증기 프리깃 임페라트리스 외제니(Impératrice Eugénie)와 르노메(Renommée, 샤르네르와 파제의 각 기함), 코르벳 프리무게(Primauguet), 라플라스(Laplace), 두쉴라(Du Chayla) 등이 포함되었다. 심지어 전대는 스크류로 움직이는 보급선, 1급 포함 5척, 수송선 17척, 병원선 1척뿐만 아니라, 마카오에서 구입한 무장 연안선 6대를 동반했다.

## 끼호아 전투
프랑스군과 동맹국인 스페인은 응우옌찌프엉이 지휘하는 약 32,000명의 베트남군에 의해 사이공에서 포위당했다. 12km 길이의 베트남 포위선은 끼호아 마을(Kỳ Hòa)을 중심으로 이루어졌으며, 프랑스어에는 ‘끼호아 전선’으로 알려져 있었다. 끼호아 자체는 가공할 정도로 견고한 진지로 탈바꿈되어 있었다.
1861년 2월 24일과 25일, 프랑스는 키호아 전선을 공격하여 점령하였다.
첫 번째 공격은 2월 24일에 이루어졌다. 프랑스 포병대는 포위선에서 1km 떨어진 위치로 전진해 베트남 수비대를 폭격했다. 프랑스와 스페인 보병대는 대대 기지에 포진 지점 뒤로 정렬했다.

## 결과 및 영향
끼호아에서의 승리는 프랑스와 스페인군이 공세로 전환할 수 있도록 했다. 1861년 4월, 미토는 프랑스군에게 함락되었다. 1862년 초 프랑스군은 비엔호아와 빈롱을 함락했다. 이러한 승리는 1862년 4월에 베트남군이 평화를 위해 강화를 요청하게 만들었다. 그때쯤에 프랑스군들은 자비로운 분위기가 아니었다. 사소한 징벌적 원정으로서 시작된 일은 길고, 쓰라리고, 비용이 많이 드는 전쟁으로 변해 있었다. 프랑스가 빈손으로 이 전쟁을 그만둔다는 것은 상상도 할 수 없는 일이었고, 뜨득 황제는 베트남의 최남단 3개 지방(비엔호아, 자딘, 딘뜨엉)을 프랑스에 할양할 수밖에 없었다. 이리하여 프랑스의 코친치나 식민지가 수도 사이공에서 탄생하였다.

## 참고자료
- Taboulet, G., La geste française en Indochine (Paris, 1956)
- Thomazi, A., La conquête de l'Indochine (Paris, 1934)
- Thomazi, A., Histoire militaire de l'Indochine française (Hanoi, 1931)
- Bernard, H., Amiral Henri Rieunier, Ministre de la Marine - La vie extraordinaire d'un grand marin (1833-1918) (Biarritz, 2005)